# خلية وقود ستانلي ماير
خلية وقود الماء (بالإنجليزية: Stanley Meyer's water fuel cell)‏ هي جهاز اختُرع بواسطة الأمريكي ستانلي ماير، يستطيع هذا الاختراع تحويل الماء إلى مكوناته الأساسية، وهي غازي الأوكسجين والهيدروجين. ويتم تحليل الماء باستخدام تقنية خاصة تسمى الطنين أو الرنين، تستهلك هذه التقنية مقدار ضئيل من الكهرباء مقارنة مع التحليل الكهربائي العادي للماء، والمثير في الأمر أن ستانلي ماير زعم بأنه من الممكن تكوين دورة بحيث يتم فصل الماء إلى مكوناته الأساسية ومن ثم حرق غاز الهيدروجين للحصول على الطاقة وناتج الاحتراق سيكون أوكسيد الهيدروجين (ماء).استطاع ستانلي ماير تطوير سيارة تعمل بوقود الماء وكان ذلك في العام 1996 في ولاية أوهايو الأمريكية.

## التسمية
أطلق ستانلي ماير تسمية خلية وقود الماء على جهازه ولكن الحقيقة إن جهازه ليس خلية وقود، بل إنه لمن الصحيح أن يطلق تسمية «خلية تحليل كهربائي».
وفي أيامنا هذه يتم العمل على تطوير خلايا الوقود وهي عبارة عن خلايا لها آلية عمل مختلفة عن اختراع ستانلي ماير.

## سيارة ستانلي ماير
عُرض تقرير مصّور عن سيارة ستانلي على إحدى القنوات الأمريكية، السيارة هي من إنتاج شركة فولكسفاجن تم تعديلها بواسطة ستانلي ماير.
يظهر التقرير ستانلي وهو يقود سيارته ويقول بأنه من الممكن أن نزود السيارة بالماء الصافي، ماء المطر، ماء شبكة مياه المدينة، ماء من البحر أو الثلج.
كما ويضيف مايرز بأن 83 ليتر من الماء كافي للسفر من لوس أنجليس إلى نيويورك.
مبدأ عمل سيارة ستانلي يكون عن طريق محرك يعمل على الماء بالطريقة التالية:
1ـ دائرة الطنين : الإلكترونية التي تصدر ترددات ذات وتيرة محددة إلى مفاعل تفكيك الماء.
2 ـ مفاعل تفكيك الماء : وهو عبارة عن وعاء من الماء (قطعة من أنبوب كلوريد متعدد الفاينيل الذي يستخدم في التمديدات الصحية قطره (10 سم) محكم الإغلاق من جميع الجوانب ما عدا ثقبان يمثلان مخرج للغاز ومدخل للماء، مثبت في قاعدته من الداخل اسطوانتين متداخلتين من الستانلس ستيل (معدن مضاد للتأكسد). وهاتان الاسطوانتان موصولتان بدائرة الطنين الإلكترونية.
فأصبح لدينا جهاز رنين كهربائي، حيث تتذبذب الاسطوانات المعدنية المغطسة في الماء بعد صدمها بنبضة كهربائية قادمة من دائرة الرنين الإلكترونية. فيتفكك الماء ويصبح غاز قابل للاشتعال.
فعمل الدائرة الإلكترونية إذاً هو توليد نبضات كهربائية (موجات مربعة) مما يجعلها تحوّل الاسطوانات (المغطسة في الماء) إلى أداة طنين متذبذبة. وكلما أردت أن تزيد من سرعة المحرّك، تزيد إنتاج الغاز المستخلص من الماء بواسطة توسيع النبضة المربعة الصادرة من دائرة الطنين الإلكترونية. وبكلمة أخرى نقول : عندما تدوس على دواسة البنزين، تكون قد أرسلت المزيد من الطاقة إلى اسطوانات الطنين المغمورتان بالماء، وبالتالي المزيد من غاز الهيدروجين والأكسيجين المستخلص إلى المحرك (غرفة الاشتعال).
ملاحظة:تعتمد هذه الوسيلة على المبدأ الذي وجده المخترع الأمريكي «ستانلي ماير»، براءة اختراع : USP#4,936,961

## وفاة ستانلي ماير
توفي ستانلي ماير بشكل مفاجئ في 20 مارس 1998 أثناء تناوله الطعام في مطعم. ادعى شقيقه أنه خلال اجتماع مع اثنين من المستثمرين البلجيكيين في مطعم ركض ماير فجأة إلى الخارج قائلاً: لقد سمموني. بعد الإنتهاء من التحقيق، أيدت شرطة مدينة غروف تقرير المحقق الشرعي في مقاطعة فرانكلين الذي قضى بوفاة ماير والذي كان يعاني من ارتفاع ضغط الدم بسبب تمدد الأوعية الدموية الدماغية. يعتقد بعض أنصار ماير أنه اغتيل لقمع اختراعاته. صرح فيليب فانديمورتيلي أحد المستثمرين البلجيكيين أنه كان يدعم ماير ماليًا لعدة سنوات واعتبره صديقًا شخصيًا وليس لديه أدنى فكرة عن مصدر هذه الشائعات.